# Mbomela
Mbomela est un prénom ou postnom bangala donné au sixième enfant d’une famille.